# Ernst Krebs (zapaśnik)
Ernst Krebs (ur. 29 listopada 1914, zm. 10 czerwca 1997 w Lozannie) – szwajcarski zapaśnik walczący w stylu wolnym. Olimpijczyk z Berlina 1936, gdzie zajął czwarte miejsce w kategorii 79 kg.
- Turniej w Belrinie 1936

Wygrał z Wegrem Jánosem Riheczkym, a przegrał z Amerykaninem Dickiem Volivą, Turkiem Ahmetem Kireççim i Francuzem Émile Poilvém.